# Lacinipolia rubrifusa
Lacinipolia rubrifusa là một loài bướm đêm trong họ Noctuidae.